# پائولو د چلیه
پائولو د چلیه (به ایتالیایی: Paolo De Ceglie) (متولد ۱۷ سپتامبر ۱۹۸۶) بازیکن فوتبال ایتالیایی و بازیکن تیم یوونتوس در سری آ ایتالیا است.
ده چلیه سابقهٔ عضویت در تیم سینا را نیز دارد.
همچنین وی به همراه تیم المپیک ایتالیا در بازی‌های المپیک تابستانی ۲۰۰۸ حضور داشته‌است.